# Astrocasia
Astrocasia é um género botânico pertencente à família Phyllanthaceae.